# Chapelle Saint-Jean-Baptiste de La Tour
La Chapelle Saint-Jean-Baptiste est une chapelle située dans l'ancien village abandonné d'Alloche accessible par un chemin après une heure de marche en partant de La Tour, sur le territoire de la commune de La Tour dans le département français des Alpes-Maritimes.

## Historique
La chapelle est l'ancienne église du hameau d'Alloche (ou Allauch) qui a été le premier emplacement du village le plus important de la commune. Il aurait été abandonné à la suite d'une épidémie de peste. Durante, dans « Chorographie du Comté de Nice », tirée de l'ancienne obligation du curé de La Tour de prendre l'investiture de sa cure dans la chapelle.
La chapelle a été agrandie, probablement au XVIIe siècle, pour permettre la construction d'une nouvelle nef. Cette modification a  fait passer son orientation initiale est-ouest en nord-sud. L'abside primitive, devenue le chœur de la chapelle de droite, a été décorée de fresques.
Cette chapelle a fait l’objet d’un classement au titre des monuments historiques depuis le 14 septembre 1943.

## Peintures murales
La chapelle a été décorée de peintures murales racontant l'histoire du Précurseur, saint Jean-Baptiste. Elles étaient situées dans l'abside de l'église avant son agrandissement qui a modifié l'orientation de l'église. Ces peintures ont été réalisées vers 1540 par un artiste inconnu. Ces peintures très dégradées, sont peut-être des repeints d'un décor plus ancien.
- Mur latéral gauche, du haut en bas, de gauche à droite :
- annonce à Zacharie et Élisabeth,
- Naissance de saint Jean-Baptiste,
- Baptême du Christ,
- Prédication au désert.
- Mur latéral droite, du haut en bas, de gauche à droite :
- reproches à Hérode Antipas et Hérodiade,
- Jean-Baptiste incarcéré,
- Décollation,
- Hérode contemple le corps de saint Jean-Baptiste.
Au centre se trouve un triptyque :
- Ensevelissement de saint Jean-Baptiste, à gauche,
- Incinération du corps devant l'empereur romain Julien.